# Глизе 581 d

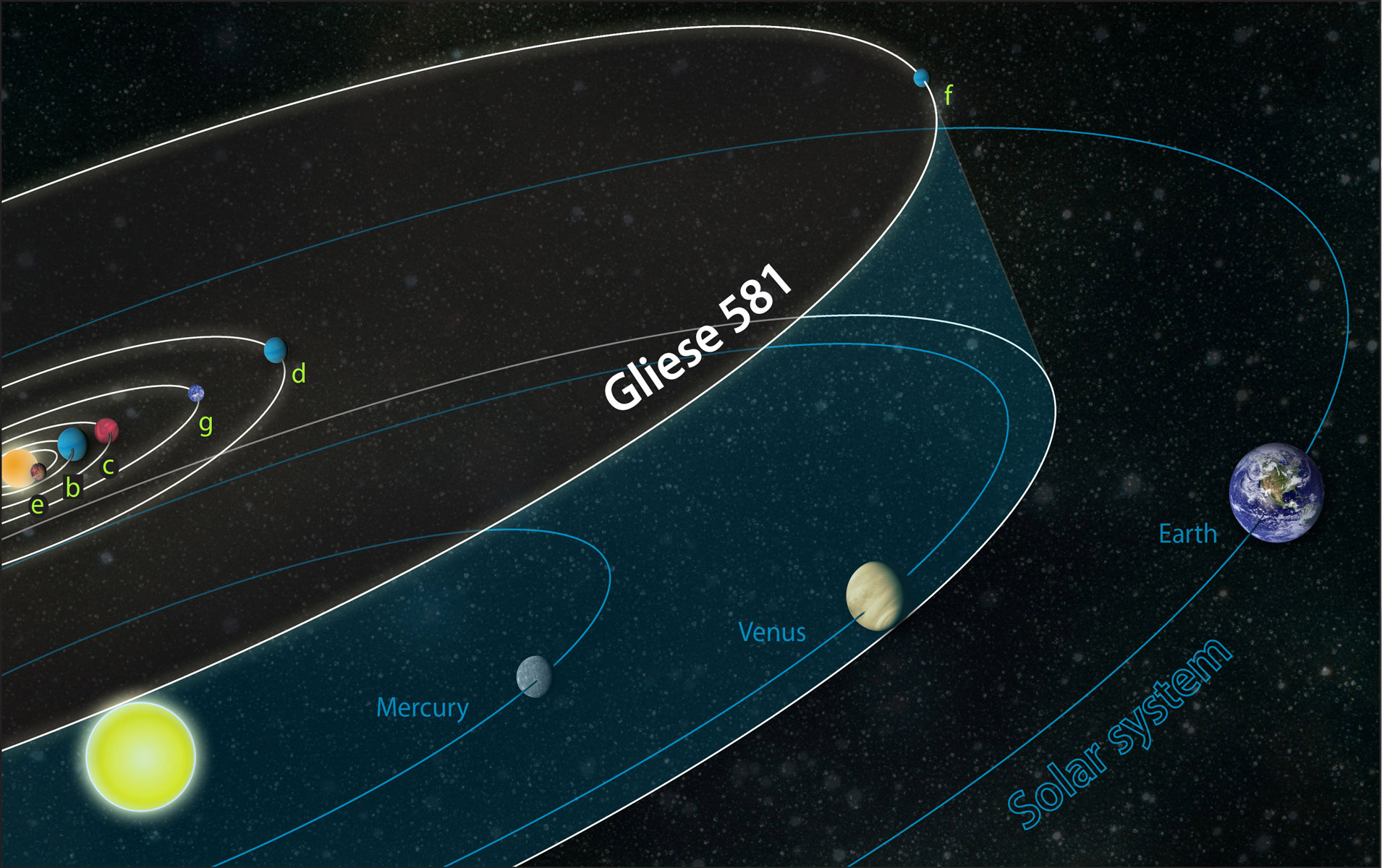
Орбиты планет системы Глизе 581 в сравнении с орбитами планет Солнечной системы. Звезда Глизе 581 имеет массу, равную 30 % от массы Солнца и планеты этой системы ближе к своей звезде, чем планеты Солнечной системы к Солнцу. Размеры планет изображены не в масштабе

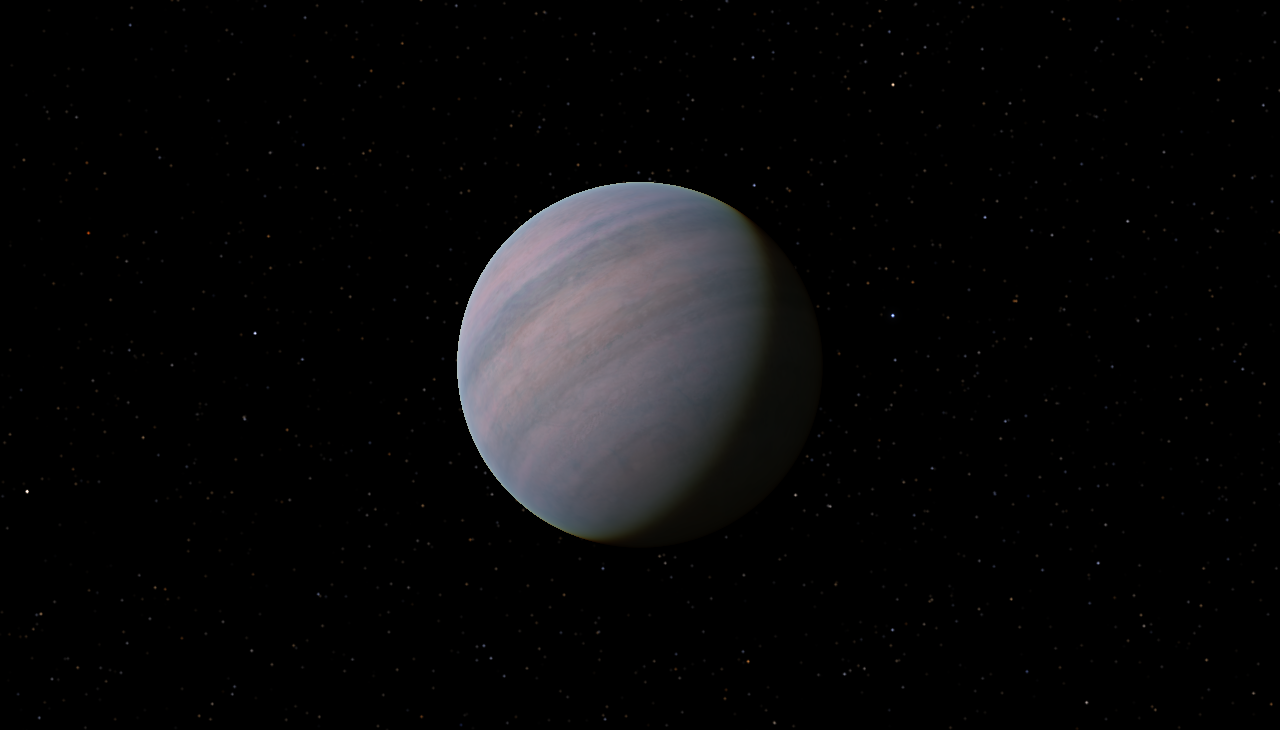
Глизе 581 d в представлении художника

Глизе 581 d (Gliese 581 d, GJ 581 d или Вольф 562 d) — неподтверждённая экзопланета в планетной системе красного карлика Глизе 581, находящейся на расстоянии около 20 световых лет от Солнца в созвездии Весов.
Предполагалось, что планета является пятой в системе (по данным на сентябрь 2010 года) по удалённости от звезды. Из-за своей массы планета классифицируется как «суперземля» (её масса приблизительно в 6-8 раз превышает массу нашей планеты), а по размеру больше Земли примерно в 2 раза.
Относительно существования планеты велись дебаты.

## Существование
Сообщение об открытии планеты было сделано европейской группой астрономов Стефана Удри (обсерватория Женевы, Швейцария) 24 апреля 2007 года, совместно с открытием Глизе 581 c.
Спустя две недели после доклада об открытии, учёные Женевского университета заявили, что при помощи HARPS Европейской южной обсерватории, они не могут обнаружить признаков планет Глизе 581 d и Глизе 581 g. В 2012 году российский астроном из Пулковской обсерватории Роман Балуев высказал серьёзные сомнения о реальности планеты Глизе 581 d. Однако в том же году анализ данных, проделанный в Военно-Морской Обсерватории США (United States Naval Observatory), подтвердил существование планеты Глизе 581 d.
В июле 2014 года учёные Университета штата Пенсильвания с помощью расчётов опровергли существование планет Глизе 581 d и Глизе 581 g, заявив, что на самом деле наблюдаемые явления были артефактами звёздной активности, однако в марте 2015 года британские исследователи из Лондонского университета королевы Марии и Университета Хартфордшир, заявили, что методика, используемая их американскими коллегами несовершенна для опровержения существования планеты.

## Предполагаемые характеристики
Долгое время считалось, что красные карлики нельзя рассматривать в качестве кандидатов для поиска экзопланет с возможным существованием жизни. Обитаемая зона вокруг них очень мала и находится близко к звезде из-за низкой абсолютной светимости красных карликов.
До недавнего[какого?] времени также считалось, что сильное приливное воздействие в этой зоне заставит планету вращаться вокруг оси синхронно с периодом обращения вокруг звезды (спин-орбитальный резонанс). Это привело бы к единоразовой смене суток относительно условного года на этой планете. 
Атмосфера при этом бы сконденсировалась, и температуры на ночной стороне планеты были бы слишком низкими. (Исключением были бы мощные атмосферы с сильным парниковым эффектом, которые, в принципе, способны сохраняться в этих условиях и даже выровнять температуру на дневной и ночной стороне планеты, сделав её пригодной для жизни.) Более аккуратный анализ, однако, показывает, что если планета не одинока и её соседи своим тяготением поддерживают её эксцентриситет, то в ближней зоне звезды наиболее вероятными режимами вращения являются резонанс 3:2 (как у Меркурия) или даже более высокие резонансы. В случае Глизе 581 d наиболее вероятным является спин-орбитальный резонанс 2:1.
Две группы исследователей опубликовали в Astronomy and Astrophysics статьи, в которых сделаны заключения о том, что обитаемая зона в системе Глизе 581 простирается примерно от 0,1 до 0,3 а. е. В эту зону попадала и предполагаемая планета Глизе 581 d, на которой вполне мог присутствовать достаточно CO2, обеспечивающего парниковый эффект.
Моделирование показало, что планетная система Глизе 581 устойчива на интервале по крайней мере 100 млн лет. Считалось, что даже если параметры орбиты Глизе 581 d немного менялись, и планета покидала обитаемую зону в прошлом, на ней вполне могла возникнуть и сохраниться (при условии наличия атмосферы с парниковым эффектом) жизнь в привычных нам формах.
Также моделирование показало, что на поверхности предполагавшейся планеты могут существовать водяные океаны, а в атмосфере — облака и осадки. Предполагалось, что облака на большой высоте в атмосфере планеты состоят из сухого льда, а из-за различных по составу облаков даже на освещённой стороне царит красноватый сумрак.
Одна из компьютерных моделей учёных показала, что на планете, в случае её существования, может быть жидкая вода на глубине около 2 км под поверхностью.

### Температура планеты
Предполагалось, что планета получает от своей звезды втрое меньше энергии, чем Земля, в связи с тем, что она хоть и находится к звезде ближе, чем Земля к Солнцу, но звезда Глизе 581 является красным карликом, поэтому не обладает достаточной мощностью для обогрева даже ближних планет. Кроме того, считалось, планета обращена к своей звезде всё время одной стороной, а значит, что то малое количество тепла, доходящее от звезды, должно попадать только на одну сторону планеты и средняя глобальная температура на ней должна была бы быть выше 0 °C. Это связывали с тем, что концентрация углекислого газа на предполагавшейся планете не только не позволяет ей замёрзнуть, но и обеспечивает приличные условия для жизни. При этом циркуляция атмосферы обеспечивает хорошее перераспределение энергии между дневным и ночным полушарием и выравнивание их температур.

## Сообщение с Земли
В связи с упомянутой выше гипотетической возможностью обитаемости предполагавшейся планеты, по инициативе австралийского журнала COSMOS 28 августа 2009 года была осуществлена передача на планету Глизе 581 d около 25 880 текстовых сообщений всех желающих общим размером в 2 845 539 байт. Трансляция осуществлялась через Canberra Deep Space Communication Complex. Подробная информация о событии и собственно сами сообщения были опубликованы на сайте HelloFromEarth.net